# Elasmopus tiburoni
Elasmopus tiburoni is een vlokreeftensoort uit de familie van de Maeridae. De wetenschappelijke naam van de soort is voor het eerst geldig gepubliceerd in 1979 door J.L. Barnard.